# La Iglesia (Agrón)
La Iglesia (en gallego y oficialmente, A Igrexa) es una aldea española situada en la parroquia de Agrón, del municipio de Ames, en la provincia de La Coruña, Galicia.

## Demografía
| Gráfica de evolución demográfica de La Iglesia entre 2000 y 2018 |
|                                                                  |
| Datos según el nomenclátor publicado por el INE.                 |